# ارین مورن
 ارین مورن (انگلیسی: Erin Moran؛ زادهٔ ۱۸ اکتبر ۱۹۶۰ - درگذشته ۲۲ آوریل ۲۰۱۷) یک هنرپیشه اهل ایالات متحده آمریکا بود. وی از سال ۱۹۶۶ میلادی تا ۲۰۱۲ مشغول فعالیت بود.